# Christian Clozier
Christian Clozier, né le 25 août 1945 à Compiègne, est un musicien et compositeur français de musique électroacoustique, improvisateur, interprète-diffuseur, metteur en scène.